# TTPost
TTPost — почтовая компания Тринидада и Тобаго, являющаяся национальным оператором почты в этой стране.

## История
Почта на территории Тринидада и Тобаго развивается с начала XIX века. Компания была образована в 1999 году, когда ранее принадлежавшая государству почтовая связь перешла в ведение новозеландского почтового оператора.

## Описание
TTPost предоставляет услуги почтовой связи, включая пересылку заказных почтовых отправлений, курьерскую службу, отслеживание посылок и экспресс-почту внутри страны и на международном уровне. Она также выпускает почтовые марки и другие почтовые материалы.

## Штаб-квартира
В настоящее время Национальный почтовый центр располагается по адресу:
National Mail Center, 240—250 Golden Grove Road, Piarco, 350462, Trinidad and Tobago
Ранее головной офис компании и главпочтамт находились на улице Пиарко Роуд (англ. Piarco Road), которая теперь называется бульвар BWIA Boulevard, сменив прежний головной офис на улице Райтсон Роуд (Wrightson Road) в Порт-оф-Спейне.